# Левандовський В'ячеслав В'ячеславович
В'ячеслав В'ячеславович Левандо́вський (11 (23) лютого або 12 (24) лютого 1897, Київ — 18 квітня 1962, Москва) — український та російський художник-мультиплікатор та ілюстратор, один із засновників української анімації.
Левандовський винайшов та запровадив у виробництво «автоматичний олівець» — пристрій для контролю покадрового руху ляльки у просторі. Левандовський уперше в радянській анімації застосував так званий метод «еклеру», коли акторів, які грають людських персонажів, знімають на плівку з нормальною швидкістю — 24 кадри на секунду, а потім аніматор, підкладаючи кадри відзнятої плівки під свої малюнки, перевіряє рух свого анімаційного персонажа в часі, звичайно, роблячи художній відбір, загострюючи рух. Окрім того, Левандовський сам зробив кінокамеру — усі деталі, крім оптики, були виготовлені з дерева різних порід.

## Біографія

### Український період
Народився 24 лютого 1897 року в Києві. У 1923 році навчався в балетній школі, Київському музично-драматичному інституті. Закінчив Київську академію мистецтв. З 1920 року працював художником у театрах, видавництвах.
З 1925 року працював на Одеській, потім на Київській кінофабриці ВУФКУ. Один із засновників української анімації. Використовував техніку площинних маріонеток (сам конструював маріонетки та станки для їх знімання). У 1927 році В'ячеславом Левандовським на Одеській кінофабриці ВУФКУ створено перший український анімаційний фільм «Казка про солом'яного бичка».
У 1930—1935 роках, через тиск партійного керівництво за його «українські буржуазно-націоналістичні фільми» штибу Українізація, був змушений тимчасово залишити анімацію та перемкнутися на створення науково-технічних фільмів. У зв'язку з цим так і не було завершено анімаційний фільм Тук-Тук на полюванні, над яким Левандовський працював у 1928—1930 роках і який мав стати першим українським звуковим анімаційним фільмом.

### Російський період
Не знайшовши підтримки своєї творчості в Україні, Левандовський перебирається 1936 року в Москву. Працював на кіностудії «Мосфільм» (ХВО № 5 під керівництвом О. Л. Птушка) як аніматор та режисер лялькового кіно.
Помер 18 квітня 1962 року в Москві.

## Фільмографія

Кадр з мультфільму «Казка про солом'яного бичка». Левандовський виступив режисером, сценаристом та художником. ВУФКУ Одеса, 1927

### Українські анімаційні стрічки
- 1927 — Казка про солом'яного бичка (режисер, сценарист, художник-постановник) — фільм не зберігся
- 1927 — Десять (режисер та сценарист)
- 1927 — Українізація (режисер, сценарист, художник-постановник)
- 1928 — Казка про Білку-хазяєчку та Мишу-лиходієчку (режисер)
- 1932 — Тук-Тук на полюванні (не завершений; режисер, сценарист, художник-постановник; робота над фільмом тривали з 1930 по 1932 рік)
- 1935 — Тук-тук і Жук (робота над фільмом розпочата у 1928 році, але закінчена вже учнями Левандовського у 1935 році)

### Російські анімаційні стрічки
- 1936 — Лис та виноград (режисер, сценарист, художник-постановник)
- 1937 — Срібний дощ (режисер)
- 1937 — Лис та вовк (аніматор)
- 1937 — Заповіт (інша назва Заповіт пса-скотинки) (аніматор)
- 1940 — У ляльковій країні (за мотивами вистав лялькового театру С. Образцова) (режисер, художник-постановник)
- 1956 — Небесне створіння (за мотивами вистав лялькового театру С. Образцова для дорослих) (аніматор)
- 1958 — А як у вас? (аніматор)
- 1959 — Російська народна іграшка (аніматор)